# Bătălia de la Kadesh
Bătălia de la Kadesh s-a dat în mai 1274 î.e.n., în anul al  5-lea al domniei faraonului  Ramses al II-lea (1279-1213 î.e.n.). Bătălia de la Kadesh (de asemenea, Qadesh) a avut loc între forțele Imperiului egiptean sub Ramses al II-lea și Imperiul Hitit condus de Muwatalli al II-lea în orașul de Kadesh pe râul Orontes, pe teritoriul actual al Siriei. Lupta este, în general, datată la 1274 î.Hr. și este prima, din punct de vedere istoric, căreia i se cunoaște desfășurarea tactică. Aceasta a fost, probabil, bătălia cu cele mai multe care de luptă, implicând probabil 5.000-6.000 de care.

## Fundal

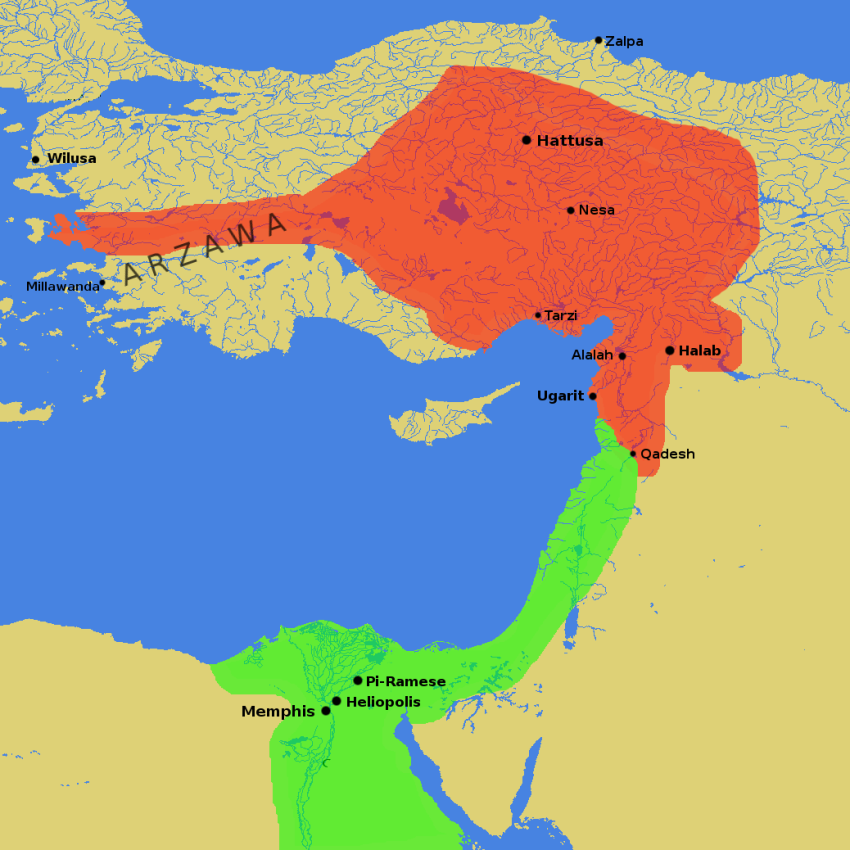
Marile puteri din secolul XIII î.Hr.

Predecesorii lui Ramses II, faraonii: Tutmes III, Ramses I și Seti I au încercat să cucerească Amurru pentru a obține supremație comercială în regiunea "Semilunii Fertile". În al patrulea an al domniei sale, Ramses II a mărșăluit spre nord în Siria, ca să recupereze Amurru în onoarea tatălui sau, faraonul Seti I.
Amurru (și orașul Kadesh) era un teritoriu-tampon dintre Egipt și Imperiul Hitit. Așa cum și Regatul Mittani era un stat-tampon între Imperiul Hitit și Imperiul Asirian, la aceea vreme.

## Bătălia
.
Plecând  din  capitala  sa,  Pi-Ramses  (la  est  de  Delta Nilului),  pentru  a  recuceri cetatea siriană Kadesh, Ramses al II-lea și-a condus armata de cca. 20.000 de infanteriști  și  2.500  care  de  luptă,  în  4  divizii  (Amon,  Ra,  Ptah,  Seth)  și  o trupă  de  luptători  Néarini  (Na’arn)  care  au  plecat  din  țara  «Amourrou» (cucerită de puțin timp) și au mers separat spre Kadesh, pe drumul de coastă, prin Palestina și Liban.A anexat Amourrou și l-a transformat în stat vasal, regele respectiv jurându-i loialitate.
Muwatalli, șeful hittit, în fruntea unei mari coaliții, și-a condus armata de cca. 30.000 infanteriști și 3.000 de care de luptă grele, la ieșirea din oraș. A adunat mai mulți dintre aliații săi (printre ele Rimisharrinaa, regele de Alep) și s-a poziționat în spatele trupelor sale.
Ramses și-a condus armata prin Gaza și Canaan, prin vadul râului Orontes. Pe dealurile de deasupra Kadeshului diviziile Amon și Ra au instalat tabăra într-un loc ușor de apărat.
Muwatalli a trimis cercetași hitiți îmbrăcați asemeni beduinilor  ca  să-l inducă în eroare pe Ramses, capturând doi cercetași hitiți care au spus cum stăteau lucrurile. S-au dat drept dezertori și că Muwatalli nu avea curaj să-l înfrunte, acesta ar fi fugit spre Alep. Ramses, păcălit, a crezut că forțele hitite erau încă departe, la Alep, și a ordonat forțelor sale pentru a așeza tabăra cu primul corp (Amon) peste râul Orontes pentru a captura orașul Kadesh si și-a împrăștiat celelalte 3 divizii pe 30 de kilometri. Diviza Ra era în urmă cu 2 kilometri în spate, iar celelalte două divizii au rămas în partea de sud a râului.

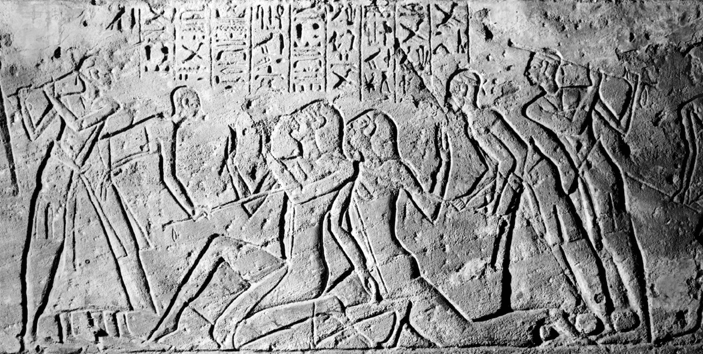
Spionii Shasu sunt capturați și interogați de soldații egipteni

În realitate, Muwatalli nu era la Alep, ci își adunase uriașa armată în vegetația densă din jurul Kadeshului. Când soldații egipteni au capturat un războinic hitit, acesta le-a dezvăluit planul hitiților. Poziția faraonului Ramses era însă periculoasă, singur cu un sfert din armată, care avea să fie înconjurat de armata hitită. A trimis în aceea noapte soli care să cheme diviziile din spate, Ptah și Ra. În dimineața următoare,2500 de care de luptă hittite, cu câte 3 luptători în fiecare, au traversat fluviul, s-au înfipt în a doua divizie egipteană (Ra) care se deplasa și au rupt-o în  două , iar  carele  egiptene  fugare  au  panicat  soldații  diviziei  I  (Amon). Carele de luptă hittite au luat cu asalt tabăra egipteană, au surprins apărătorii și s-au grăbit  s-o jefuiască.
Carele de luptă erau echipate cu soldați din Arzawa, Masa și Pidasa, teritorii din extremitatea vestică a Imperiului Hitit. Cele 1000 de care l-au încercuit rapid pe faraon și pe cele 2 divizii ale sale. Ramses își aducea aminte: Nu exista niciun ofițer de rang înalt lângă mine, niciun conducător de car, niciun purtător de scut, infanteria și trupele mele ce care se răspândiseră, niciunul dintre ei nu stăteau sa lupte.
Ramses a avut noroc că nu a fost ucis și armata sa, masacrată, pentru că hitiții erau tentați să intre în corturile egiptenilor  pentru a căuta prada și comori și îi jefuiau pe soldații morți, nefiind plătiți de regele lor. Ei aveau doar o obligație feudală față de rege. Ei au pierdut ocazia de-al ucide pe faraon și de-a distruge carele egiptene neocupate pentru a-i împiedica pe egipteni să contraatace.
Profitând de răgaz, Ramses a  trimis un ofițer să grăbească sosirea întăririlor și i-a izgonit pe jefuitori cu ajutorul întăririlor din est, trupele locale Amurru loiale Egiptului. A lansat imediat un contraatac cu carele din garda sa și cu cele din divizia Amon. Din relatările sale aflăm că: „a încălecat către victorie pe Teba, calul său și a pornit rapid, neînsoțit de nimeni, Maiestatea sa fiind puternic, cu inima vitează. De șase ori a condus ofensiva și a stopat hitiții. Sosirea la timp a carelor Nearinilor, simțul tactic și curajul lui Ramses au permis egiptenilor să «răstoarne  situația».  Întăririle  egiptene,  diviziile  a  III-a  (Ptah)  și  a  IV-a (Seth), au permis respingerea carelor hitite, favorizate și de faptul că infanteria hitită nici măcar nu s-a mișcat. Egiptenii au atacat fortăreața Kadesh, dar cetatea  a  rezistat.  Ramses  a  obținut  o  victorie  tactică cu multe pierderi,  dar  hittiții  au  păstrat Siria.

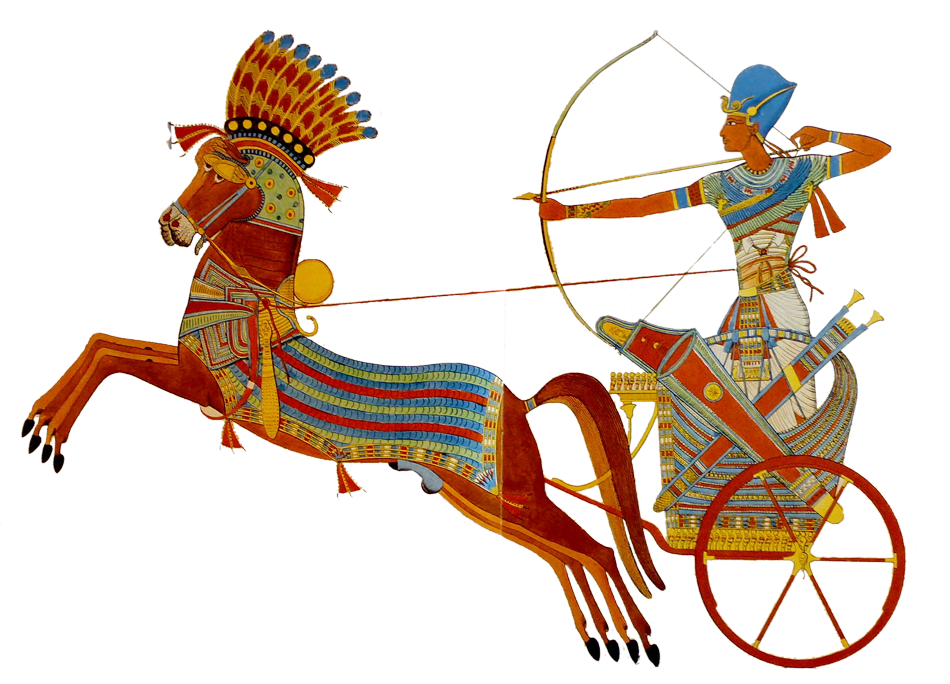
Ramesses II in car

Nu se știe nici acum  de ce regele Muwatalli nu și-a trimis uriașa sa  infanterie cu care ar fi pus pe fugă armata Egiptului.Se zvonește că fratele sau,Hattusilis ar fi conspirat împotriva fratelui său împreună cu regele Amourrului.
La căderea nopții, s-a repliat in orașul Kadesh, acceptând o situație indecisă.

## Urmări

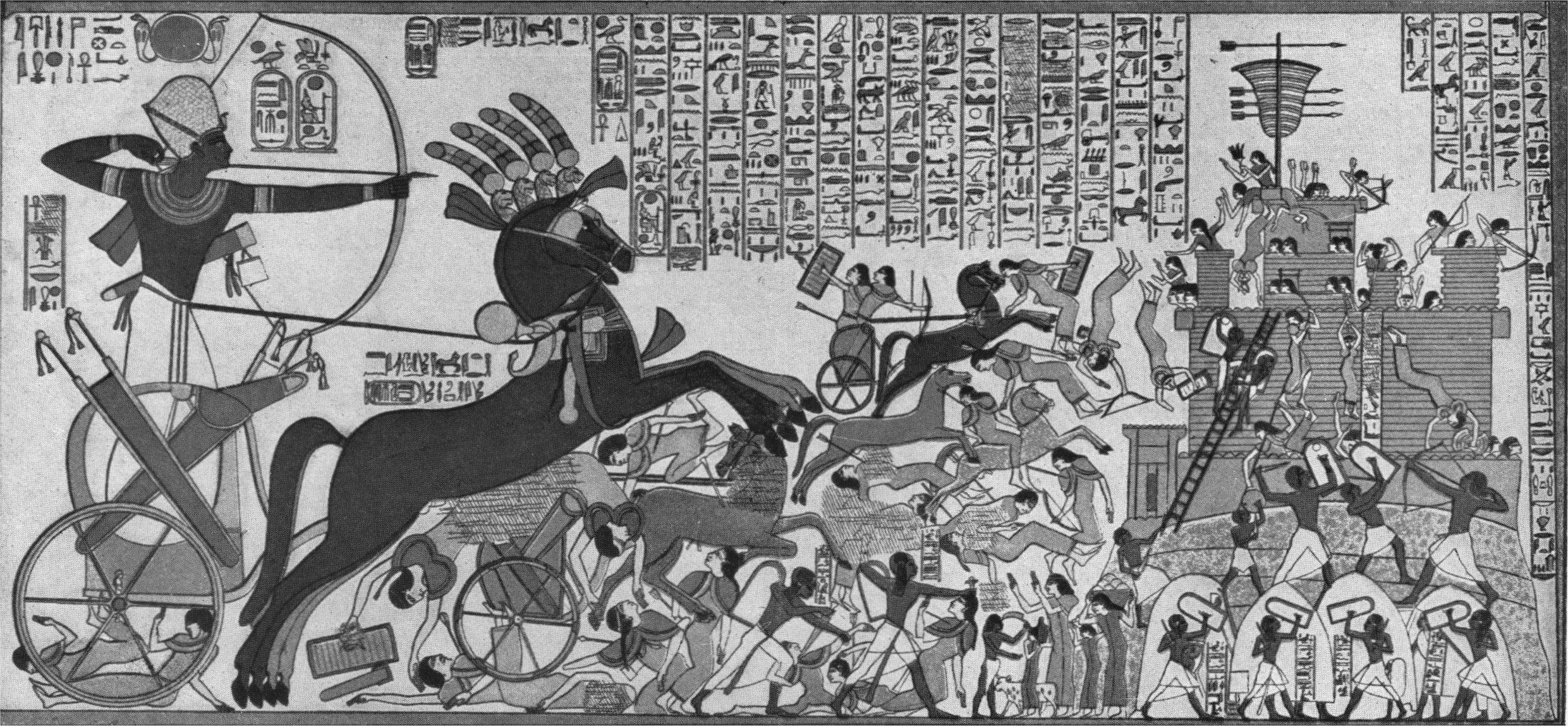
Asediul orasului Dapur

Următorii șaisprezece ani ai domniei lui Ramses sunt dominați de o serie de revolte în zona Canaanului și a fenicienilor care, sprijiniți și de hitiți, nu mai doreau să accepte autoritatea egipteană. Astfel, Ramses, a fost nevoit să conducă repetate intervenții armate pentru înăbușirea revoltelor,cucerind și orasul Dapur.
Au  fost  mari  fapte  de  arme  care  au  permis  hittiților  să  trateze  cu puternicul Egipt și să încheie vestitul Tratat de pace de la Kadesh, recunoscut astăzi ca fiind primul tratat internațional: regele hittit Hatusilis al III-lea (fiul lui  Muwatalli)  și  faraonul  Ramses  al  II-lea  au  semnat  un  pact  de  pace, neagresiune  și  asistență  mutuală,  « pentru  eternitate »,  întărit  cu  un  mariaj dinastic  (Ramses  al  II-lea  a  luat  în  căsătorie  două  surori  ale  regelui  hittit, participante și ele, probabil, la zămislirea celor cca. 200 de urmași prezumtivi ai regelui egiptean).

## Tratatul de la Kadesh (Quadesh)
După bătălia de la Kadesh, a început elaborarea unui tratat de pace care a fost definitivat abia în 1.259 î.e.n. (anul 21 al domniei lui Ramses al II-lea).
Acest pact mutual, primul mare tratat internațional cunoscut astăzi din istorie,  a  fost  gravat  pe  o  mare  tăbliță  de  argint,  statuând  „fraternitatea frumoasă  și pacea frumoasă pentru eternitate”, cu clauze de neagresiune, de asistență mutuală (alianță defensivă) și privind extrădarea refugiaților politici. Ramses  a  ordonat  ca  textul  tratatului  să  fie  gravat  în  hieroglife  și  pe  pereții templului din Karnak.
Astăzi sunt atestate două versiuni: una în limba akkadiană (tăblițele de la  Hatussa  /  Bogaz-Köy)  și  cealaltă  în  limba  egipteană  (stela  gravată  de  la Karnak).    La  începutul  textului  de  pe  stela  de  la  Karnak  s-a  menționat primirea  la  Pi-Ramses  (capitala  Egiptului)  a  tăbliței  de  argint  trimise  de Hattusilis  al  III-lea.  După  aceea  s-a  transcris  traducerea  egipteană  a  textului akkadian, la care s-a adăugat o clauză privind tratamentul umanitar aplicabil fugarilor repatriați și familiilor acestora. 

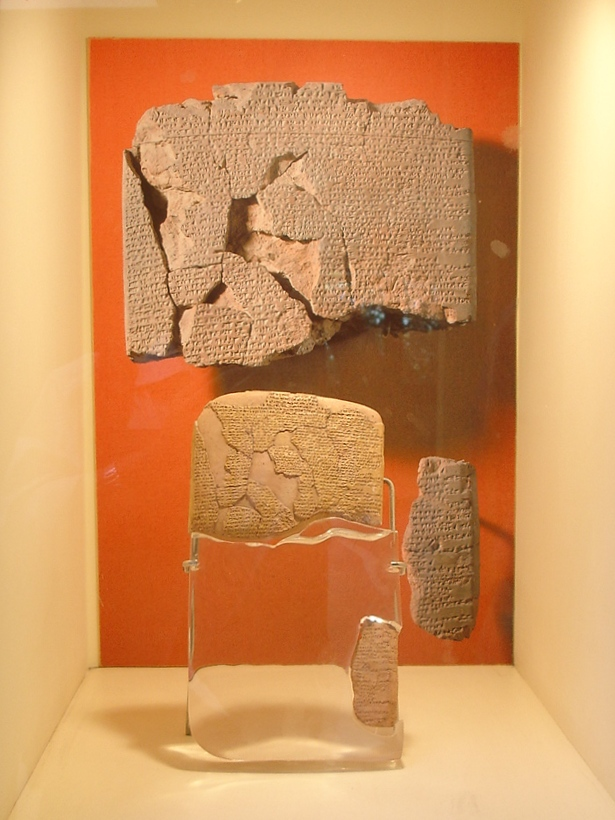
Tratatul de pace de la Kadesh, cel mai vechi tratat de pace cunoscut (Muzeul de Arheologie din Istanbul)

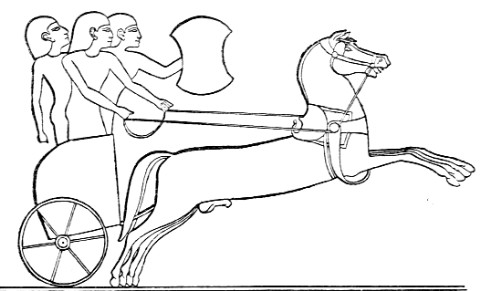
Car hitit

## Tactici

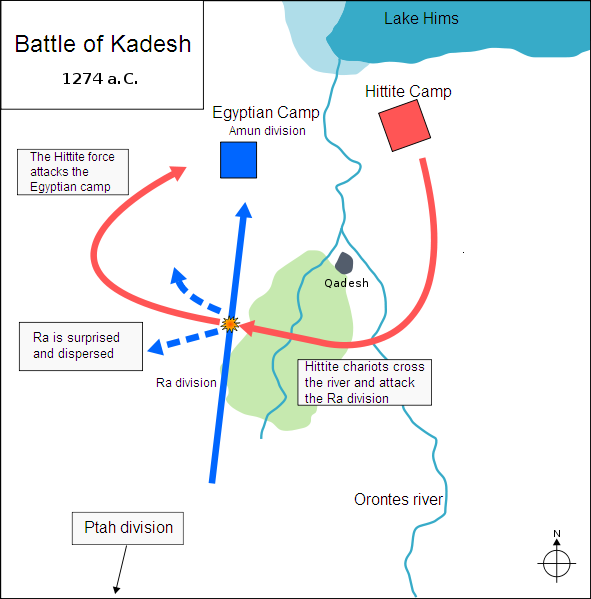
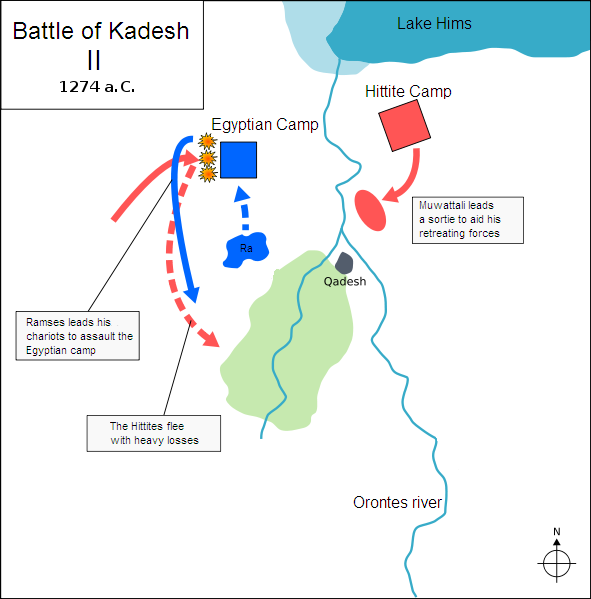
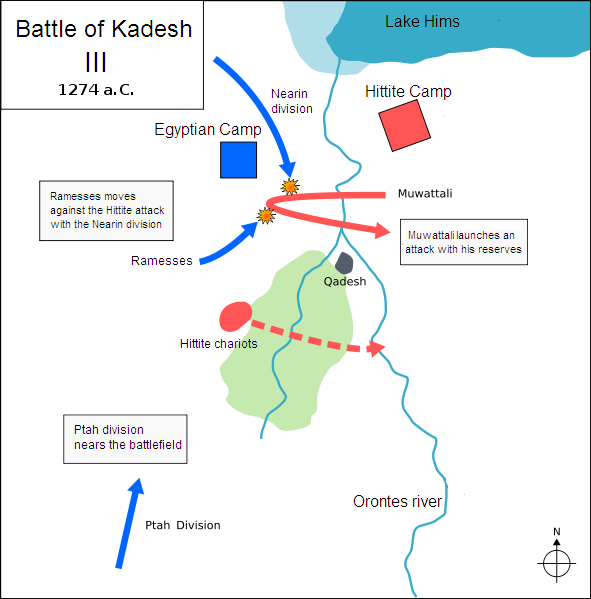